# Coigneux

Coigneux este o comună în departamentul Somme, Franța. În 1 ianuarie 2022 avea o populație de 49 de locuitori.